# Eurhynchium corralense
Eurhynchium corralense är en bladmossart som beskrevs av Georg Friedrich von Jaeger 1878. Eurhynchium corralense ingår i släktet sprötmossor, och familjen Brachytheciaceae. Inga underarter finns listade i Catalogue of Life.